# 喹草烯
喹草烯（开发代号：SYP-1924）是一种有机化合物，化学式为C
24H
23ClN
2O
6，属于氯苯氧基類除草劑，也是除草劑盖草灵的酯，能有效去除稗类杂草。